# Sarcòfag de Sant Ermengol
El Sarcòfag de Sant Ermengol és un sarcòfag-reliquiari de fusta policromada i daurada obra del pintor Gaspar Altisent entre 1616 i 1617 conservat al Museu Diocesà d'Urgell.
El Sarcòfag s'utilitzà durant els segles XVII i XVIII per conservar les restes de sant Ermengol, bisbe d'Urgell entre 1010 i 1035. Fet de fusta policromada, amb l'interior folrat amb teixits, amb unes dimensions màximes de 68,5 x 146 x 55,5 cm, Està decorat amb 16 escenes que recorren la vida del bisbe, amb episodis com la conquesta de Guissona, diversos miracles i la seva mort accidental a Pont de Bar. Les restes del bisbe foren traslladades a una nova urna de plata la segona meitat del segle XVIII.
Entre 2010 i 2012 el sarcòfag fou restaurat al Centre de Restauració de Béns Mobles de Catalunya amb motiu del mil·lenari de la consagració episcopal de sant Ermengol.